# Jævnstrøm
Jævnstrøm (engelsk: Direct Current, DC) er elektrisk strøm, der altid løber i samme retning. Modsat vekselstrøm, hvor strømmens retning hyppigt vendes. Varierer strømmen meget, men uden at vende retning, kan man tale om pulserende jævnstrøm. 
Den engelske/internationale betegnelse er Direct Current (DC), modsat Alternating Current (AC) for vekselstrøm. Strøm måles i ampere, der er et udtryk for ladning per tid i enhederne coulomb/sekund. Enten måles jævnstrømsdelen eller vekselstrømsdelen. Løber strømmen lige meget frem og tilbage, er jævnstrømmen nul. Er strømmens størrelse helt konstant, er vekselstrømmen nul. Der kan både løbe jævn- og vekselstrøm på samme tid i den samme leder.
Det er sværere at afbryde en jævnstrøm end en vekselstrøm, da der dannes en lysbue/gnist mellem kontakterne. Ved vekselstrøm bliver strømmen ofte nul og slukker derfor selv lysbuen. Derfor kan man nøjes med mindre afbrydere til lysnettet i elinstallationer og el-apparater, end dengang elforsyningen var med jævnspænding.
Batterier er jævnspændingskilder og kan derfor kun levere en jævnstrøm.
Det meste elektronik kører på jævnspænding, og har man ikke et batteri til rådighed, ensretter og udglatter man vekselspændingen til en brugbar jævnspænding. Fordelen ved jævnstrøm er, at man kan oplade batterier (akkumulatorer) og gemme den. En bil kan stå urørt i et stykke tid og vha. oplagret jævnstrøm kan man starte bilen. 
Kirchhoffs 1. lov, kaldet Strømloven, siger, at summen af strømmen til et knudepunkt er lig summen af strømmen fra et knudepunkt – strøm eller elektroner kan ikke forsvinde.